# Мішель Морган (канадська акторка)
Мішель Морган (англ. Michelle Morgan; нар. 16 липня 1981, Калгарі, Альберта) — канадська акторка та співачка.

## Життєпис
Вона — четверта з шести дітей у своїй сім'ї.
З'являлася у драматичному серіалі Гартленд (англ. Heartland) у ролі старшої сестри Емі Лу Флемінг на канадському телебаченні і в фільмі жаху 2008 р. Щоденник мерців. Показала свої навички співу у Heartland протягом першого сезону.
У січні 2008 зіграла роль реплікаторки Френ (FRAN, англ. Friendly Replicator Android) в епізоді «Пом'яни всі мої гріхи» військово-фантастичного телесеріалу Зоряна брама: Атлантида. Вона повернулася в шоу у грудні 2008 р. для епізоду «Привид в машині», втіливши свідомість Елізабет Вейр в копії тіла Френ, що робить її третьою акторкою, яка зобразила Вейр.

## Приватне життя
30 червня 2012 р. одружилася зі своїм партнером Дереком Тісделле. 1 квітня 2011 народила дочку Мару Кармен.
Сподівається на співпрацю зі своїми кумирами — Тім Бертон, Вес Андерсон та Мішель Гондрі.
Любить кулінарію і спорт, де використовується дошка — сноубординг, серфінг.

## Фільмографія
- Щоденник мерців (2007) — Дебра Мойніген
- Гартленд (2007-теперішній час) — Лу Флемінг
- Зоряна брама: Атлантида: «Пом'яни всі мої гріхи» (2008) — Френ
- Зоряна брама: Атлантида: «Привид у машині» (2008) — Елізабет Вейр